# Октябрьская (гостиница, Санкт-Петербург)
«Октябрьская» (до 1887 г. — «Знаменская» гостиница; до 1930 г. — «Большая Северная») — четырёхзвёздочная гостиница в историческом центре Санкт-Петербурга на площади Восстания. Расположена на пересечении Невского и Лиговского проспектов, напротив Московского вокзала. Отель был открыт 18 декабря 1851 года. Дала название гопникам.
Отель входит в CityTel Group, объединяющую петербургские отели: «Санкт-Петербург», Best Western Plus Centre Нotel и «Ольгино».
В Октябрьском корпусе гостиницы расположен ресторан «Ассамблея».

## История
Гостиница «Знаменская» была построена в 1851 году, за это время сменилось много владельцев гостиницы, она неоднократно реставрировалась.
В 1840-х годах в связи со строительством железной дороги между Петербургом и Москвой и возведением вокзала в северной столице, российский император Николай I потребовал, «чтобы сторона, противоположная станции С.-Петербурго-московской железной дороги в здешней столице была застроена приличными сооружениями».
В 1845 году автором проекта здания гостиницы, выходившего главным фасадом на площадь, стал архитектор А. П. Гемилиан. Руководил строительством архитектор Р. А. Желязевич. Под его же надзором возводилось и здание Николаевского вокзала.
Участок под гостиницу был дарован купцу Пономареву, но к концу 1846 года выяснилось, что стройка идет очень медленно. Участок был передан коллежскому советнику графу Я. И. Эссен-Стенбок-Фермору и его жене. Граф приобрел ещё и соседний участок, где возводилось здание, выходящее главным фасадом на Лиговский канал (ныне Лиговский корпус гостиницы). Автором проекта стал также А. П. Гемилиан.
Новая гостиница привлекала постояльцев, среди которых бывали и знаменитости. 26 сентября 1859 года в гостиницу заехал легендарный Шамиль — третий имам Дагестана и Чечни, вождь боровшихся с Россией кавказских горцев.
Здесь часто бывали творческие люди. А. Ф. Писемский в своём романе «Взбалмученное море» в нескольких строках упомянул гостиницу: «В Знаменской гостинице есть прекрасная читальная комната. Бакланов велел ее приготовить для своего вечера...»
Из известных литераторов здесь также бывал М.Е. Салтыков-Щедрин. В сентябре 1863 года он занимал 11-й номер.
Строгие ограничения в деятельности трактирных заведений и гостиницы в частности привели к тому, что за несколько лет она сменила несколько владельцев. В течение нескольких десятилетий здание неоднократно реставрировалось и менялась внутренняя планировка.

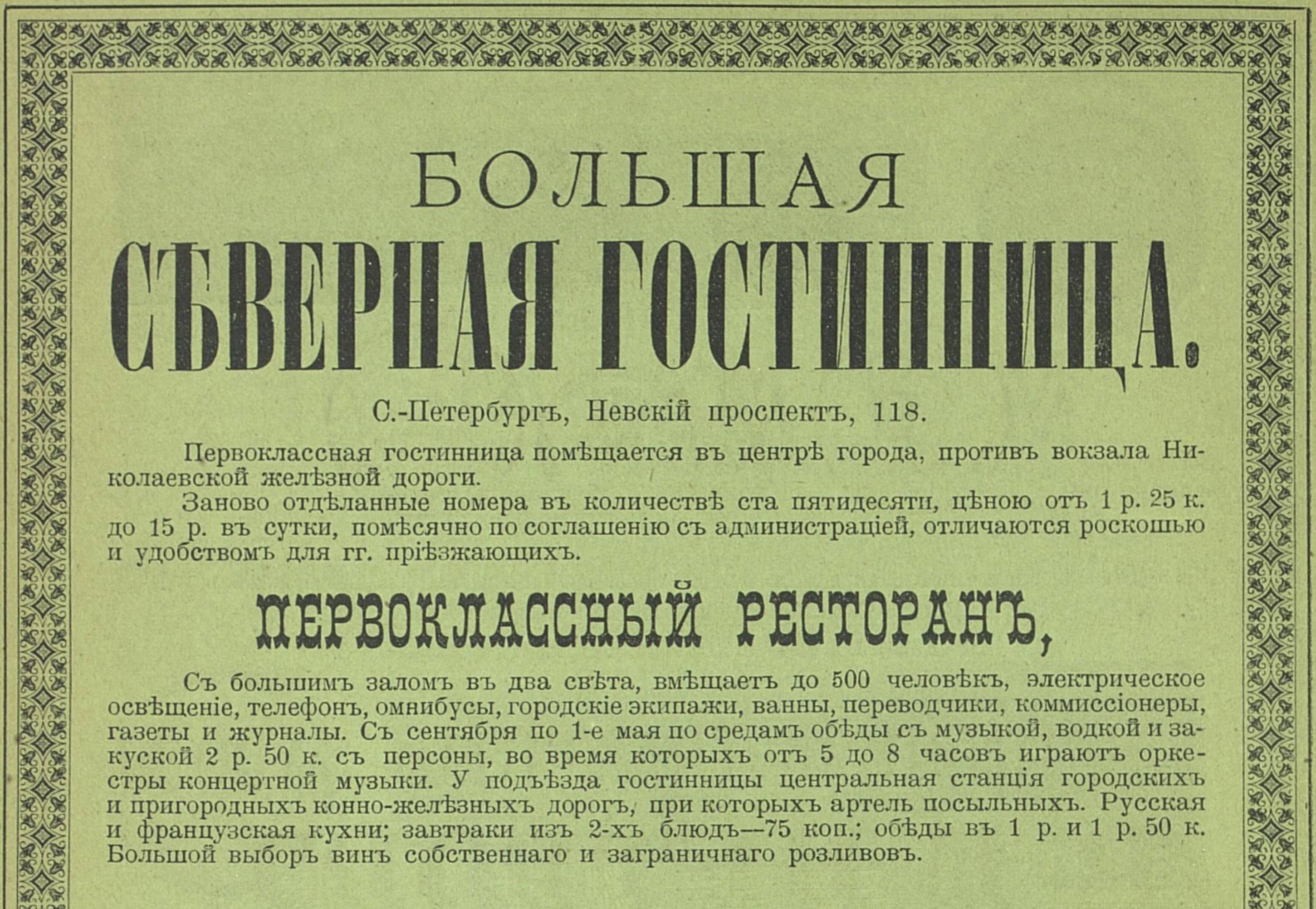
Реклама Большой северной гостиницы, 1896 год.

В 1887 году гостиница была переименована в «Большую Северную» (Nord).
3 марта 1893 года здание гостиницы перешло в собственность купца В. И. Соловьёва. Сразу после совершения сделки Соловьёв начал ремонт и переустройство всего здания гостиницы. Роскошно отремонтированная гостиница и ресторан при отеле были очень популярными в городе и причислялись по Санкт-Петербургу к заведениям первого разряда. Указывалось, что состав посетителей здесь — «богатая интеллигенция». В гостинице бывали высокопоставленные лица.
В конце XIX века владелец гостиницы В. И. Соловьев приобрел «пароконный омнибус при кучере», который курсировал от гостиницы ко всем вокзалам Петербурга. В период с 1896 по 1912 год в обоих зданиях гостиницы были произведены надстройки дополнительных этажей, в результате чего номерной фонд увеличился.
Соловьёв много внимания уделял повышенной комфортности гостиницы. Уже в те годы в некоторых номерах стояли биде, было проведено центральное отопление, стояли калориферы. Была оборудована телефонная комната с коммутатором. Обстановка номеров была роскошной — бронзовые бра, канделябры и подсвечники, позолоченные рамы. В некоторых номерах стояло пианино «Герман Кох», бюст Александра II. Кроме изысканной мебели номера, кабинеты и рестораны украшали дорогие персидские, бухарские, пекинские, варшавские, московские и смирнские ковры. В вестибюле, отделанном дубовой обшивкой, стояли два медвежьих чучела.
Революционные события 1917 года не обошли Знаменскую площадь и «Большую Северную гостиницу». Конные полицейские выстроились вдоль здания гостиницы. Есть сведения, что бои шли и в самом отеле.

По предписанию Комитета о принудительном занятии помещений и зданий 1 сентября 1918 года всё движимое имущество было описано. Здание и вся обстановка перешли в распоряжение Управления Николаевской (Октябрьской) железной дороги.

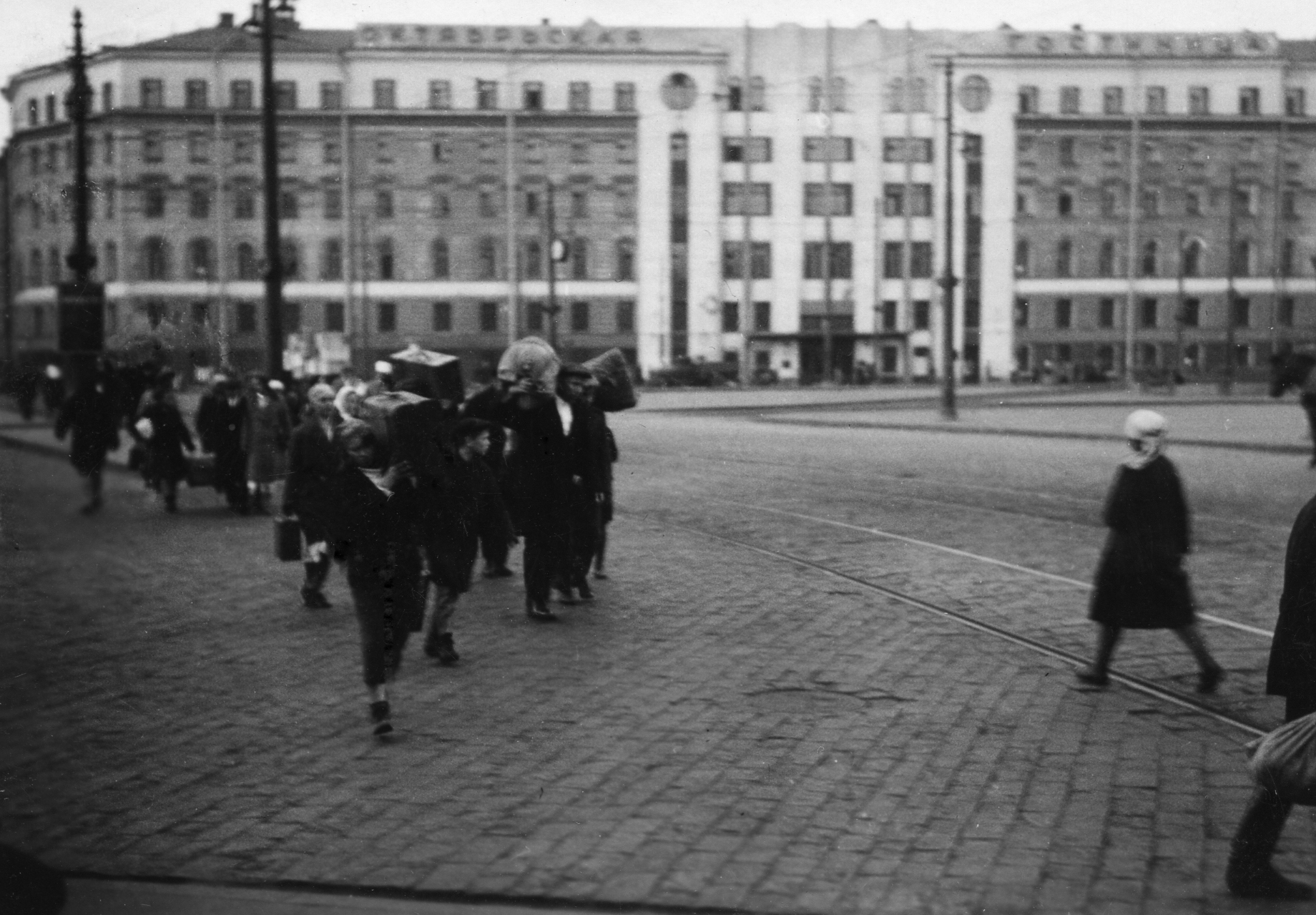
Гостиница с «модернистским» фасадом в 1935 году

 В годы НЭПа жизнь в Ленинграде начала налаживаться, гостиниц стало катастрофически не хватать. В конце 1929 года помещения бывшей гостиницы были освобождены и начались ремонтные работы. В 1930 году в здании вновь открылась гостиница под новым названием «Октябрьская».
В годы Великой Отечественной войны здесь был организован стационар работников трамвайно-троллейбусного транспорта, одновременно здесь могли находиться 400 человек.
Новая реконструкция была проведена в 1970-х годах к 60-й годовщине Октябрьской революции. Реконструкция главного корпуса была разработана в институте Ленгипростром, автор проекта реконструкции и воссоздания декора фасадов архитектор Анатолий Родионов при участии архитектора Василия Питанина, главный конструктор Леонид Старец. Фасады восстанавливались по историческому чертежу архитектора Хренова по состоянию на 1887 год, но без купола. Были заменены перекрытия, усилены стены, реконструирована на стальную кровля. Восстановление лепнины произведено с участием лепщиков-скульпторов треста Ленотделстрой. Здание реконструировалось с воссозданием фасада по проекту 1871 года.
В 1977 году к «Октябрьской» была присоединена находящаяся неподалёку гостиница: «Московская» (сейчас Best Western Plus Centre Hotel).
В 1994 году госпредприятие было преобразовано в ОАО, 60 % акций владел город, 40 % — распределены среди трудового коллектива.
В 1996 году было принято решение о полной реконструкции гостиницы, для которой было выделено 24 млн долларов собственных средств. Концепция была разработана архитектурной мастерской Евгения Герасимова и включала как внешние изменения фасада, так и полную реконструкцию номерного фонда и холлов. В гостинице появились 2 собственные котельные, прачечная, установлена система кондиционирования, создана система очистки воды, заменены коммуникации и установлена система электронных ключей.
В 2001 году номерной фонд «Октябрьской» был обновлён на 70%, на территории отеля открылось кафе, которое накрывало завтраки по системе «шведский стол». В обновлённый холл, обставленный удобной кожаной мебелью, возвращены исторические бронзовые скульптуры
8 июля 2008 года после завершения полномасштабной реконструкции гостинице была присвоена категория 4*.
В 2011 году отель вошёл в CityTel Group, объединяющую петербургские отели: «Санкт-Петербург»," Best Western Plus Centre Нotel " и «Ольгино».

## Гостиница сегодня[когда?]
В отеле 373 номера. Все номера спроектированы по принципу архитектурного «золотого сечения». Номера оснащены эргономичной мебелью и современным оборудованием. Последняя реновация номерного фонда была завершена в 2019 году.
В 2020 году была закончена реконструкция зоны ресепшен и лаунж-зоны.
Отель «Октябрьская» – это большой многофункциональный комплекс, включающий не только номерной фонд, но и конференц-зону и ресторанную группу.

## Конференц-зона
Первым в 2001 году на территории отеля начал функционировать Каминный холл. Сейчас в здании отеля расположено 11 конференц-залов и 7 комнат для переговоров различной планировки, площади и рассадки.
Все залы оснащены современной аппаратурой и подходят под любой формат мероприятия.

## Рестораны при отеле
На первом этаже отеля «Октябрьская» расположен ресторан «Ассамблея» и лобби-бар «Абажур».
В декабре 2011 года открылся ресторан французской кухни «Du Nord 1834 кондитерская».
В 2019 году ресторан «Ассамблея» открыл новый зал в современном стиле.